# Real Girl (album)
Real Girl is het eerste studioalbum van de Britse zangers Mutya Buena, het bereikte #10 in Verenigd Koninkrijk.

## Tracklist
| #   | Titel | Lengte |
| --- | --- | ------ |
| 1.  | "Just a Little Bit" Schrijvers: E. White, P. Sheyne                                                          | 3:17   |
| 2.  | "Real Girl" Schrijvers: L. Kravitz, N. Scarlett, M. Ward, D. Gillard                                         | 3:29   |
| 3.  | "Song 4 Mutya (Out Of Control)" (met Groove Armada) Schrijvers: Groove Armada, K. Poole, M. Buena, T. Hutton | 3:30   |
| 4.  | "Breakdown Motel" Schrijvers: C. Dodds, J. Dollar                                                            | 4:20   |
| 5.  | "Strung Out" Schrijvers: P. Kirtley, T. Hawes, O. Mhondera, M. Buena,                                        | 4:20   |
| 6.  | "It's Not Easy" Schrijvers: M. Buena, F. Howard, S. Frank, P. Simm                                           | 4:32   |
| 7.  | "Suffer For Love" Schrijvers: A. Tennant, G. Lally, M. Buena, L. Simon, L. Brownlee, G. Redmond              | 3:27   |
| 8.  | "Not Your Baby" Schrijvers: M. Buena, M. Ward, D. Gillard                                                    | 3:29   |
| 9.  | "Wonderful" Schrijvers: J. Thompson, G. Roudette-Muschamp                                                    | 3:07   |
| 10. | "B Boy Baby" Background vocals: Amy Winehouse Schrijvers: P. Spector, E. Greenwich, J. Barry, A. Hunte       | 3:53   |
| 11. | "This Is Not (Real Love)" (duet met George Michael) Writers: G. Michael, J. Jackman, R. Cushnan              | 5:58   |
| 12. | "Paperbag" (UK Bonus Track) Schrijvers: J. Douglas, N. Woodward, M. Buena                                    | 4:18   |
| 13. | "My Song" Schrijvers: J. Thompson, G. Roudette-Muschamp, W. Wilkins                                          | 3:36   |

## Hitlijsten
| Land                | Datum         | Positie | Verkoopcijfer | Prijs  |
| ------------------- | ------------- | ------- | ------------- | ------ |
| Verenigd Koninkrijk | 10 juni, 2007 | #10     | 90.000+       | Goud   |
| Ierland             | 8 juni 2007   | #51     | 15.000+       |        |
| Polen               | 5 juli 2007   | #51     | 10.000+       |        |
| Nederland           | 5 juli 2007   | #71     | 10.000+       |        |
| Zwitserland         | 5 juli 2007   | #66     | 15.000+       |        |
| Wereldwijd          | 2007          | —       | 160.000+      |        |
| Jordanië            | augustus 2007 | #10     | 10.000+       | Zilver |